# Прогресс М-54
Прогресс М-54 — транспортный грузовой космический корабль (ТГК) серии «Прогресс», запущен к Международной космической станции. 19-й российский корабль снабжения МКС. Серийный номер 354.

## Цель полёта
Доставка на МКС более 2400 килограммов различных грузов, в числе которых топливо для двигательных установок орбитальной станции, кислород, воздух, питьевую воду, продукты питания, бортовую документацию, посылки и новогодние подарки для экипажа. Доставка нового блока системы регенерации кислорода «Электрон» взамен вышедшего из строя и электронные компоненты для уникального спутника-скафандра «Радиоскаф».

## Хроника полёта
- 08.09.2005, в 17:07:54 (MSK), (13:07:54 UTC) — запуск с космодрома Байконур;
- 10.09.2005, в 18:42:03 (MSK), (14:42:03 UTC) — осуществлена стыковка с МКС к стыковочному узлу на агрегатном отсеке служебного модуля «Звезда». Процесс сближения и стыковки проводился в автоматическом режиме;
- 03.03.2006, в 13:06:10 (MSK), (10:06:10 UTC) — ТГК отстыковался от орбитальной станции и отправился в автономный полёт.

## Перечень грузов
Суммарная масса всех доставляемых грузов: 2414,43 кг
| Название | Масса (кг) |
| --- | ---------- |
| Топливо в баках системы дозаправки:                                                                          |            |
| Горючее | 213,6      |
| Окислитель                                                                                                   | 396,1      |
| Газ в баллонах средств подачи кислорода (СрПК):                                                              |            |
| Кислород | 110,4      |
| Вода в баках системы «Родник»                                                                                | 210        |
| Топливо в КДУ для нужд МКС                                                                                   | 250        |
| Грузы, доставляемые в герметичном отсеке (суммарная масса — 1234,33 кг):                                     |            |
| Оборудование для систем:                                                                                     |            |
| обеспечения газового состава (СОГС)                                                                          | 245,38     |
| водообеспечения (СВО)                                                                                        | 95,54      |
| обеспечения теплового режима (СОТР)                                                                          | 47,53      |
| технического обслуживания и ремонта (СТОР)                                                                   | 4,46       |
| электропитания (СЭП)                                                                                         | 77,55      |
| бортовой вычислительной (БВС) и телефонно-телеграфной связи (СТТС)                                           | 10,76      |
| Средства технического обслуживания и ремонта (СТОР)                                                          | 103,36     |
| Средства санитарно-гигиенического обеспечения (ССГО)                                                         | 103,36     |
| Контейнеры с рационами питания, свежие продукты                                                              | 392,53     |
| Медицинское оборудование, бельё, средства личной гигиены и профилактики воздействия невесомости              | 133,35     |
| Средства радиационного контроля и противопожарной защиты                                                     | 6,58       |
| Оборудование для ФГБ «Заря»                                                                                  | 0,28       |
| Оборудование для научных исследований                                                                        | 27,01      |
| Бортдокументация, посылки для экипажа, комплект для фотоаппаратуры                                           | 15,75      |
| Оборудование для американского сегмента, в том числе продукты, средства санитарно-гигиенического обеспечения | 74,25      |